# 春のささやき (テレビドラマ)
『春のささやき』（はるのささやき）は、1980年3月23日にTBS系列の「東芝日曜劇場」（第1215回）で放送されたテレビドラマ。日本民間放送連盟賞優秀賞受賞作品（第28回娯楽番組部門優秀）。制作は北海道放送（HBC）。

## あらすじ
まだ春遠い北海道の小さな駅が舞台。その駅で働く若い駅員とその恋人、そしてその駅に降り立ったかつての音楽教師が織りなす心模様を、シンディングのピアノ曲「春のささやき」と伊藤整の詩に乗せて詩情豊かに描く。

## 出演者
- 荒谷保 (32)／根津甚八 - 地元出身で、高校卒業から函館本線塩谷駅の駅員として淡々とした毎日を過ごしている。
- 坂井伸子 (25)／伊藤蘭 - 駅近くのさかえ食堂に勤めている。保と交際しているがうまく行っていない。
- 中島玲子 (47)／南田洋子 - 保の中学時代の音楽教師。十数年ぶりに塩谷駅に来訪し、保と再会する。
- 古川駅長 (53)
- 田中駅員 (40)
- 健坊

他

## スタッフ
- 脚本：市川森一
- 監督・演出：長沼修
- 音楽：深町純
- 劇中詩：伊藤整「春を待つ」「後の日に」
- プロデューサー：守分寿男
- 技術：矢萩勲
- カメラ：朝妻幹曠
- 映像調整：早坂敬司
- 照明：長野州夫
- 調光：福士孝二
- 音声：稲辺由男
- 音響：名畑一男
- VTR：岡田幸雄
- 技術マネージ：兵藤幸夫
- 美術：赤羽真純
- 美術進行：阿部正美
- 小道具：浅野鉄夫
- 衣装：前田知雅子
- 化粧：江渕由起子
- 演出補：松田耕二、菊地敏明
- 制作補：鎌田誠

## その他
- 再放送：2009年10月31日（HBC北海道放送） - 南田洋子の死去に伴う追悼番組として、北海道限定で再放送された。